# شاكر نوري
شاكر نوري، يعملُ حاليًا في الصَّحافةِ والإعلام والتدريس الجامعي في دُبيْ. نالَ جائزةَ ابن بطوطة لأدَبِ الرٍّحلات عن كتابٍه «بطاقةُ إقامةٍ في بُرجِ بابِل. يَوميَّات باريس» 2013و حاز على جائزة كتارا للرواية العربية لعام 2017 

## نبذه وتعريف
قصدَ شاكر نوري، مدينةَ أبيِه بَغداد ليَدرسَ في جامعتِها، وينالَ شهادةَ البَكالوريوسْ في الأدبِ الإنجليزيّ في 1972. بعد ذلك، عادَ إلى مدينتِه، ليَعملَ أستاذًا للُّغة الإنجليزية في الثانويَّة لمُدَّة أربعِ سَنوات، ثم قرَّرَ الهِجرةَ إلى باريس في 1977 التي مكثَ فيها حتى 2004 حيثُ حصلَ على درجةِ الماجستير في الإعلام مِن المَدرسةِ العُليا للدِّراسات وشهادة "بي. تي. أس. في التَّصوير السينمائي مِنْ مَعهد لوي لوميير في 1979 والدُّكتوراه في السينما والمسرح من جامعة السوربون في 1983. عملَ مُراسلاً ثقافيًا لعدَدٍ من الصُّحفِ والمَجّلاتِ العِراقية والعِربية وعملَ في إذاعةِ مونتِكارلو وجامعة السوربون.

## المؤلفات والإصدارات
- نافذة العنكبوت، رواية، المؤسسة العربية، بيروت، 2000
- نزوة الموتى، رواية، دار الفارابي، بيروت، 2004
- ديالاس بين يديه، رواية، دار الفارابي، بيروت، 2007
- كلاب جلجامش، رواية، الدار العربية للعلوم، بيروت 2008
- المنطقة الخضراء، رواية، دار ثقافة، أبوظبي ــ بيروت 2009
- شامان، رواية، دار كتّاب، دبي، الإمارات، 2011
- مجانين بوكا، رواية، شركة المطبوعات للتوزيع والنشر، بيروت، 2012
- جحيم الراهب، رواية، شركة المطبوعات للتوزيع والنشر، بيروت، 2014 [2]
- خاتون بغداد، رواية، دار سطور للنشر والتوزيع، بغداد، 2015
- إضافة إلى كتب فكرية وترجمات عديدة.

## وصلات خارجية
- كتارا
- حوار مع الدكتور شاكر نوري
- جحيم الراهب